# Resolutie 703 Veiligheidsraad Verenigde Naties
Resolutie 703 van de Veiligheidsraad van de Verenigde Naties werd zonder stemming aangenomen op 9 augustus 1991 en beval Micronesia aan voor VN-lidmaatschap.

## Inhoud
De Veiligheidsraad bestudeerde de aanvraag voor lidmaatschap van de VN van de Federale Staten van Micronesia. De Algemene Vergadering werd aanbevolen om aan Micronesia het VN-lidmaatschap toe te kennen.

## Verwante resoluties
- Resolutie 663 Veiligheidsraad Verenigde Naties (Liechtenstein, 1990)
- Resolutie 702 Veiligheidsraad Verenigde Naties (Noord- en Zuid-Korea)
- Resolutie 704 Veiligheidsraad Verenigde Naties (Marshalleilanden)
- Resolutie 709 Veiligheidsraad Verenigde Naties (Estland)

Lijst ·  684 ·  685 ·  686 ·  687 ·  688 ·  689 ·  690 ·  691 ·  692 ·  693 ·  694 ·  695 ·  696 ·  697 ·  698 ·  699 ·  700 ·  701 ·  702 ·  703 ·  704 ·  705 ·  706 ·  707 ·  708 ·  709 ·  710 ·  711 ·  712 ·  713 ·  714 ·  715 ·  716 ·  717 ·  718 ·  719 ·  720 ·  721 ·  722 ·  723 ·  724 ·  725